# Vlahović
Vlahović falu Horvátországban, Sziszek-Monoszló megyében. Közigazgatásilag Glinához tartozik.

## Fekvése
Sziszek városától légvonalban 23, közúton 33 km-re délnyugatra, községközpontjától légvonalban 8, közúton 11 km-re délkeletre fekszik.

## Története
Vlahović a környék számos településéhez hasonlóan a 17. század vége felé a Boszniából a török uralom elől menekülő pravoszláv szerbekkel népesült be. 1696-ban a szábor a bánt tette meg a Kulpa és az Una közötti határvédő erők parancsnokává, melyet hosszas huzavona után 1704-ben a bécsi udvar is elfogadott. Ezzel létrejött a Báni végvidék, horvátul Banovina (vagy Banja), mely katonai határőrvidék része lett. 1745-ben megalakult a Glina központú első báni ezred, melynek fennhatósága alá ez a vidék is tartozott. 1881-ben megszűnt a katonai közigazgatás. A falunak 1857-ben 520, 1910-ben 802 lakosa volt. 1918-ban az új szerb-horvát-szlovén állam, majd később Jugoszlávia része lett. A második világháború idején a Független Horvát Állam része volt. 1991. június 25-én jogilag ugyan a független Horvátország része lett, de szerb lakossága a Krajinai Szerb Köztársasághoz csatlakozott. 1995. augusztus 8-án a Vihar hadművelettel foglalta vissza a horvát hadsereg. A szerb lakosság elmenekült de később néhányan visszatértek. A településnek 2011-ben 73 lakosa volt, akik mezőgazdasággal és állattartással foglalkoztak.

## Népesség
| Lakosság változása | Lakosság változása | Lakosság változása | Lakosság változása | Lakosság változása | Lakosság változása | Lakosság változása | Lakosság változása | Lakosság változása | Lakosság változása | Lakosság változása | Lakosság változása | Lakosság változása | Lakosság változása | Lakosság változása | Lakosság változása |
| ------------------ | ------------------ | ------------------ | ------------------ | ------------------ | ------------------ | ------------------ | ------------------ | ------------------ | ------------------ | ------------------ | ------------------ | ------------------ | ------------------ | ------------------ | ------------------ |
| 1857               | 1869               | 1880               | 1890               | 1900               | 1910               | 1921               | 1931               | 1948               | 1953               | 1961               | 1971               | 1981               | 1991               | 2001               | 2011               |
| 520                | 572                | 595                | 771                | 807                | 802                | 740                | 800                | 512                | 540                | 534                | 448                | 358                | 288                | 106                | 73                 |

## Nevezetességei
- Szent Illés próféta tiszteletére szentelt pravoszláv parochiális temploma 1860-ban épült Franjo Klein tervei szerint. 1942-ben az usztasák felgyújtották és a kommunista hatóságok a háború után sem engedték helyreállítani. Tetőzete, toronysisakja évtizedekig hiányzott, falai beáztak, a falak tetején már kisebb fák is nőttek. 1990-ben ugyan megkezdődött az újjáépítése, de a délszláv háború eseményei miatt nem sikerült befejezni, így ma is befejezetlen állapotban áll. Belseje üres és az épület zárva van.
- A temetőben állt Szent Miklós pravoszláv templomot 1941. őszén az usztasák kifosztották és felgyújtották. Később sem állították helyre.
- Vasilij Gačeša (1906-1942) jugoszláv antifasiszta nemzeti hős szülőháza, nemzeti emlékhely.